# Hongkongs roombroodje
Een Hongkongs roombroodje is een zoet wit puntbroodje gevuld met zeer vette slagroom en bestrooid met kokosrasp. Het is een van de vele soorten Chinees gebak uit Hongkong. Het is vaak in Chinese bakkerijen te vinden in grote Chinatowns over de wereld. Omdat dit gebak zo vet is en veel suiker bevat, is het niet meer verkrijgbaar in het Haagse Chinatown.
Een Hongkongs roombroodje lijkt heel erg op het Nederlandse roombroodje of puddingbroodje dat bij veel Nederlandse bakkers en supermarkten verkrijgbaar is. Het grootste verschil is dat dat laatste geen kokosrasp heeft.